# Бойд-Манс, Кайлан
Кайлан Стивен Бойд-Манс (англ.  Caolan Stephen Boyd-Munce; род. 26 января 2000, Белфаст) — североирландский футболист, полузащитник английского клуба «Мидлсбро» и сборной Северной Ирландии.

## Клубная карьера

### Начало карьеры
Начинал заниматься футболом в Академии североирландского клуба «Гленторан». В 16-летнем возрасте дебютировал за первую команду, выйдя на замену в домашнем матче Премьершипа против «Крусейдерс» (0:1).
В июле 2016 года перебрался в Академию английского клуба «Бирмингем Сити», заключив 2-летний стипендиальный контракт. Выступал в составе молодёжной команды, вместе с которой в сезоне 2017/2018 дошёл до полуфинала Молодёжного кубка Англии, проиграв «Челси».
В августе 2018 года был отправлен в месячную аренду в клуб 7-го дивизиона «Реддитч Юнайтед», за который сыграл 4 игры. В дальнейшем стал выступать за резервную команду «Бирмингема» и летом 2019 года подписал первый профессиональный контракт сроком на 2 года.
6 августа 2019 года дебютировал за основной состав «Бирмингема» в матче 1-го раунда Кубка лиги против «Портсмута», выйдя на замену на 81-й минуте вместо Джуда Беллингема. 7 февраля 2020 года впервые сыграл в Чемпионшипе, выйдя на замену в гостевом матче против «Бристоль Сити» (1:3). 
В июне 2021 года продлил контракт с клубом на 2 года, но в сезоне 2021/22 не сыграл за бирмингемцев ни одной игры.

### «Мидлсбро»
7 января 2022 года перешёл в другой клуб Чемпионшипа — «Мидлсбро», заключив контракт на 2,5 года. На следующий день дебютировал в гостевом матче 3-го раунда Кубка Англии против «Мансфилд Таун» (2:3) и отметился забитым мячом на 14-й минуте встречи.  

## Карьера за сборную
Вызывался в юношеские сборные Северной Ирландии (до 17 лет) и (до 19 лет).
Весной 2019 года впервые был вызван в молодёжную сборную Северной Ирландии. Дебютировал 25 марта в товарищеской встрече против молодёжной сборной Мексики (2:1).
С марта 2022 года вызывается в первую сборную Северной Ирландии, но пока не дебютировал за главную команду, ограничившись попаданием в число запасных в нескольких матчах.